# フェリックス・ベルンシュタイン
フェリックス・ベルンシュタイン（独: Felix Bernstein、1878年2月24日 - 1956年12月3日
）は、ドイツの数学者。集合論の重要な結果であるベルンシュタインの定理を証明した:5–6。
1924年には統計解析学を用いて、ある遺伝子座における複数の対立遺伝子の正しい血液型遺伝パターンを検証した。

## 経歴
1878年、ユダヤ人の学者家系に生まれた。父ユリウス・ベルンシュタインはマルティン・ルター大学ハレ・ヴィッテンベルクの生理学教授で、生理学研究所長を務めた。
ハレのギムナジウムに通っていた際、ベルンシュタインは父ユリウスの友人であったゲオルク・カントールのセミナーを聴講した:5r。1896年から1900年までベルンシュタインはミュンヘン大学、ハレ大学、ベルリン大学、ゲッティンゲン大学で学んだ:166。ヴァイマル共和政初期に、ベルンシュタインはドイツ民主党のゲッティンゲン支部の臨時副会長を務めた:7:118。アドルフ・ヒトラーの台頭で官吏層再建法が制定され、1932年12月1日からアメリカ合衆国で研究・講義旅行をしていたベルンシュタインは、1933年に解雇通知を受け取り、アメリカに滞留することとなった:166:7–8。
アメリカ滞在中、ベルンシュタインはコロンビア大学の数学の客員教授（1933年 - 1936年）、ニューヨーク大学の生物測定学教授（1936年 - 1943年）を務めた。1942年、アメリカ科学振興協会フェローに選出された。1948年、ベルンシュタインはアメリカを去り、ヨーロッパに帰還した。ヨーロッパでは主にローマとフライブルクに定住し、時折ゲッティンゲンを訪問した:166。ゲッティンゲン大学の名誉教授となった。1956年、がんによりチューリッヒで没した:6r。

## 出版物
- Felix Bernstein (1903). Über den Klassenkörper eines algebraischen Zahlkörpers (Thesis). Univ. Göttingen.、ハビリタチオンの論文。
- Felix Bernstein (1905). “Untersuchungen aus der Mengenlehre”. Mathematische Annalen 61:  117–155. doi:10.1007/bf01457734.  オリジナルの2014-02-02時点におけるアーカイブ。 2014年2月1日閲覧。. (Dissertation, 1901); reprint Jan 2010, ISBN 1141370263
- Felix Bernstein (1905). “Über die isoperimetrische Eigenschaft des Kreises auf der Kugeloberfläche und in der Ebene”. Mathematische Annalen 60:  117–136. doi:10.1007/bf01447496.
- Felix Bernstein (1905). “Über die Reihe der transfiniten Ordnungszahlen”. Mathematische Annalen 60 (2):  187–193. doi:10.1007/bf01677265.
- Felix Bernstein (1905). “Die Theorie der reellen Zahlen”. Jahresbericht der Deutschen Mathematiker-Vereinigung 14:  447–449.
- Felix Bernstein (1905). “Zum Kontinuumproblem”. Mathematische Annalen 60 (3):  463–464. doi:10.1007/bf01457626.
- Felix Bernstein (1907). “Über das Gaußsche Fehlergesetz”. Mathematische Annalen 64 (3):  417–448. doi:10.1007/bf01476025.
- Felix Bernstein (1907). “Zur Theorie der trigonometrischen Reihe”. Journal für die reine und angewandte Mathematik 132:  270–278.
- Felix Bernstein (1919). “Die Mengenlehre Georg Cantors und der Finitismus”. Jahresbericht der Deutschen Mathematiker-Vereinigung 28:  63–78.
- Felix Bernstein (1919). “Die Übereinstimmung derjenigen beiden Summationsverfahren einer divergenten Reihe, welche von T.E. Stieltjes und E. Borel herrühren”. Jahresbericht der Deutschen Mathematiker-Vereinigung 28:  50–63. — Corrections in Vol.29 (1920), p. 94
- Felix Bernstein (1923). “Zur Statistik der sekundären Geschlechtsmerkmale beim Menschen”. Nachrichten von der Gesellschaft der Wissenschaften zu Göttingen, Mathematisch-Physikalische Klasse 1923:  89–95.